# 第30艦隊兵站多任務飛行隊 (アメリカ海軍)
第30艦隊兵站多任務飛行隊（だい30かんたいへいたんたにんむひこうたい、英: Fleet Logistics Multi-Mission Squadron 30、略称：VRM-30）は、アメリカ海軍艦隊兵站支援多任務航空団隷下の艦上輸送部隊。愛称はタイタンズ（英: Titans）。カリフォルニア州ノースアイランド海軍航空基地に所在し、兵站支援輸送機としてCMV-22Bを運用する。

## 概要
第30艦隊兵站多任務飛行隊は、アメリカ海軍最初のCMV-22B実働飛行隊として2018年12月14日にカリフォルニア州ノースアイランド海軍航空基地で新編された。2020年6月22日、CMV-22B 1番機（登録番号：169437）が配備され、最初の展開先は空母「カール・ヴィンソン（USS Carl Vinson, CVN-70）」が予定されている。

## 歴代運用機
- 艦上兵站支援輸送機
  - CMV-22B（2020年 - ）

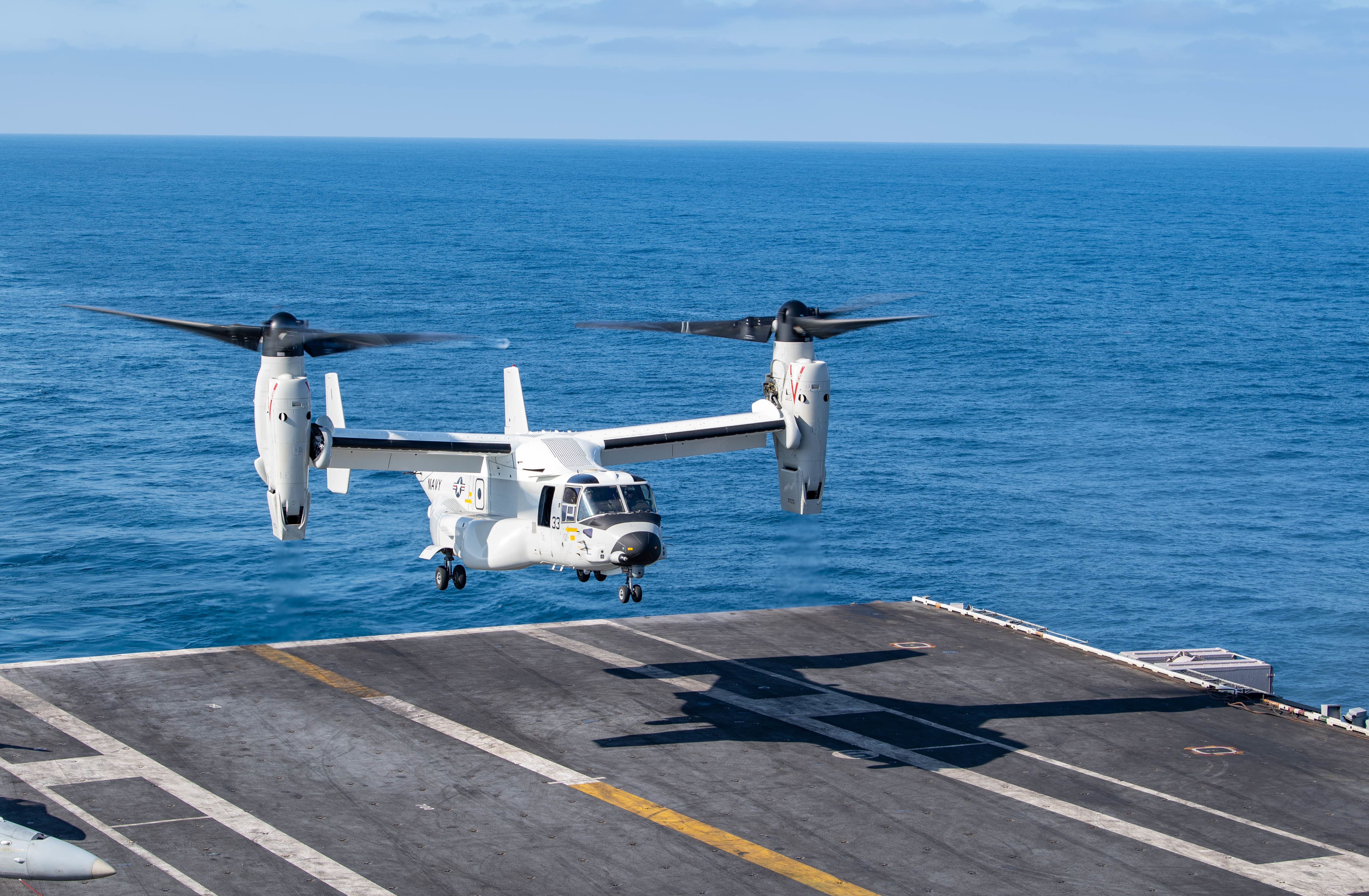
CMV-22B